# Eleanor Boardman
Eleanor Boardman (Filadelfia, 19 agosto 1898 – Santa Barbara, 12 dicembre 1991) è stata un'attrice statunitense.

## Biografia

### La carriera cinematografica
Nata a Filadelfia, cominciò la sua carriera come attrice teatrale ma, dopo aver perduto temporaneamente la voce, si rivolse al cinema muto. Per diversi mesi, però, non riuscì, nonostante i suoi sforzi, a trovare una parte fino al giorno in cui venne notata da Rupert Hughes, che la vide mentre montava a cavallo. Le fecero girare un film e ben presto la giovane attrice incontrò i favori del pubblico. Fu scelta dalla Goldwyn Pictures come Nuovo volto del 1922 e firmò un contratto con la compagnia. Dopo diversi ruoli di contorno, ebbe una parte da protagonista nel 1923 in Souls for Sale. La sua crescente popolarità fu confermata dalla sua inclusione nella lista WAMPAS Baby Stars nel 1923. 
Apparve in poco meno di 40 pellicole durante la sua carriera, conquistando il suo più grande successo con il film La folla di King Vidor (1928). La sua interpretazione è riconosciuta come uno dei ritratti più emozionanti del cinema muto statunitense.

### La vita privata
Nel 1926 sposò il regista King Vidor, dopo che questi ebbe divorziato dalla prima moglie, l'attrice Florence Vidor. John Gilbert e Greta Garbo avevano progettato di sposarsi con una cerimonia congiunta alla loro, ma la Garbo all'ultimo minuto mandò a monte la sua partecipazione. Dal matrimonio con Vidor, la Boardman ebbe due figlie: Antonia, nata nel 1927, e Belinda, nata nel 1930. Il matrimonio durò dal 1926 fino al 1931. Il suo secondo marito fu Harry d'Abbadie d'Arrast, con il quale fu sposata dal 1940 fino alla morte di lui nel 1968.
Incapace di affrontare il passaggio dal muto al sonoro, la Boardman si era ritirata dalle scene nel 1935. Il suo ultimo film, The Three Cornered Hat,  lo girò diretta dal secondo marito.

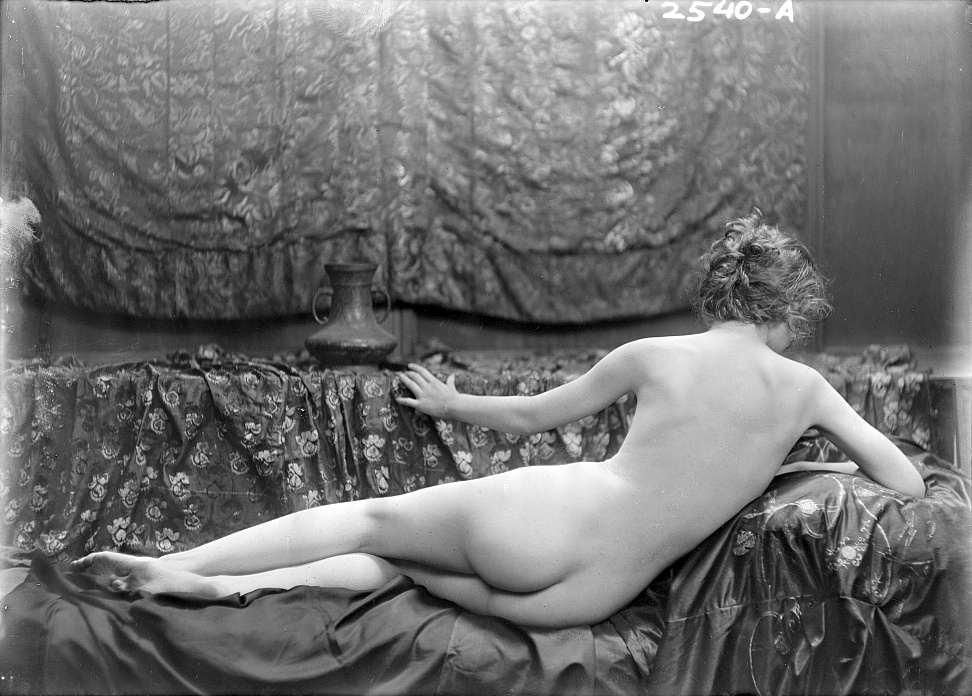
Eleanor Boardman, 6 settembre 1918 (foto di Arnold Genthe in una citazione da Diego Velázquez

In seguito, la sua unica e ultima apparizione cinematografica fu un'intervista nel 1980 per il documentario televisivo a episodi Hollywood di Kevin Brownlow e David Gill.
Eleanor Boardman morì a Santa Barbara, in California, all'età di 93 anni il 12 dicembre 1991.

## Riconoscimenti
- WAMPAS Baby Stars 1923
- Per il suo contributo all'industria cinematografica, ha una stella alla Hollywood Walk of Fame al 6922 di Hollywood Boulevard.[1]

## Filmografia
- The Strangers' Banquet, regia di Marshall Neilan (1922)
- Gimme, regia di Rupert Hughes (1923)
- La fiera delle vanità (Vanity Fair), regia di Hugo Ballin (1923)
- Souls for Sale, regia di Rupert Hughes (1923)
- Tre pazzi saggi (Three Wise Fools), regia di King Vidor (1923)
- The Day of Faith, regia di Tod Browning (1923)
- Un uomo d'affari (True as Steel), regia di Rupert Hughes (1924)
- Il vino della giovinezza (Wine of Youth), regia di King Vidor (1924)
- La seconda vita di Arturo Merril (Sinners in Silk), regia di Hobart Henley (1924)
- Scompiglio (The Turmoil), regia di Hobart Henley (1924)
- The Silent Accuser, regia di Chester M. Franklin (1924)
- So This Is Marriage?, regia di Hobart Henley (1924)
- La moglie del centauro (The Wife of the Centaur), regia di King Vidor (1924)
- The Way of a Girl, regia di Robert G. Vignola (1925)
- Orgoglio (Proud Flesh), regia di King Vidor (1925)
- The Circle, regia di Frank Borzage (1925)
- Exchange of Wives, regia di Hobart Henley (1925)
- The Only Thing, regia di Jack Conway  (1925)
- The Auction Block, regia di Hobart Henley (1926)
- Ragione per cui (Memory Lane), regia di John M. Stahl (1926)
- Bardelys il magnifico (Bardelys the Magnificent), regia di King Vidor (1926)
- Tell it to the Marines, regia di George W. Hill (1926)
- La folla (The Crowd), regia di King Vidor (1928)
- Il diamante malefico (Diamond Handcuffs), regia di John P. McCarthy (1928)
- Maschere di celluloide (Show People), regia di King Vidor (1928)
- Peggy va alla guerra (She Goes to War), regia di Henry King (1929)
- Il serpente bianco (Mamba), regia di Albert S. Rogell (1930)
- Redenzione (Redemption), regia di Fred Niblo e, non accreditato, Lionel Barrymore (1930)
- The Great Meadow, regia di Charles Brabin (1931)
- Il diluvio (The Flood), regia di James Tinling (1931)
- Women Love Once, regia di Edward Goodman (1931)
- Naturich la moglie indiana (The Squaw Man), regia di Cecil B. DeMille (1931)
- The Three Cornered Hat, regia di Harry d'Abbadie d'Arrast (1935)

### Film o documentari dove appare Eleanor Boardman
- Hollywood documentario tv, regia di Kevin Brownlow e David Gill (1980)